# Condé-lès-Herpy
Condé-lès-Herpy és un municipi francès situat al departament de les Ardenes i a la regió del Gran Est. L'any 2007 tenia 188 habitants.

## Demografia

### Població
El 2007 la població de fet de Condé-lès-Herpy era de 188 persones. Hi havia 76 famílies de les quals 20 eren unipersonals (20 dones vivint soles i 20 dones vivint soles), 24 parelles sense fills, 28 parelles amb fills i 4 famílies monoparentals amb fills.
La població ha evolucionat segons el següent gràfic:
Habitants censats

### Habitatges
El 2007 hi havia 99 habitatges, 76 eren l'habitatge principal de la família, 14 eren segones residències i 9 estaven desocupats. 95 eren cases i 2 eren apartaments. Dels 76 habitatges principals, 57 estaven ocupats pels seus propietaris, 17 estaven llogats i ocupats pels llogaters i 2 estaven cedits a títol gratuït; 3 tenien dues cambres, 10 en tenien tres, 30 en tenien quatre i 33 en tenien cinc o més. 53 habitatges disposaven pel capbaix d'una plaça de pàrquing. A 35 habitatges hi havia un automòbil i a 33 n'hi havia dos o més.

### Piràmide de població
La piràmide de població per edats i sexe el 2009 era:
| Homes | Edats   | Dones |
| ----- | ------- | ----- |
| 0     | 95 o +  | 0     |
| 0     | 90 a 94 | 1     |
| 0     | 85 a 89 | 3     |
| 0     | 80 a 84 | 0     |
| 4     | 75 a 79 | 2     |
| 3     | 70 a 74 | 2     |
| 4     | 65 a 69 | 3     |
| 5     | 60 a 64 | 7     |
| 4     | 55 a 59 | 5     |
| 5     | 50 a 54 | 6     |
| 11    | 45 a 49 | 7     |
| 7     | 40 a 44 | 7     |
| 3     | 35 a 39 | 3     |
| 2     | 30 a 34 | 2     |
| 3     | 25 a 29 | 6     |
| 7     | 20 a 24 | 5     |
| 6     | 15 a 19 | 8     |
| 7     | 10 a 14 | 5     |
| 4     | 5 a 9   | 9     |
| 1     | 0 a 4   | 2     |

## Economia
El 2007 la població en edat de treballar era de 123 persones, 85 eren actives i 38 eren inactives. De les 85 persones actives 75 estaven ocupades (39 homes i 36 dones) i 10 estaven aturades (5 homes i 5 dones). De les 38 persones inactives 12 estaven jubilades, 12 estaven estudiant i 14 estaven classificades com a «altres inactius».

### Ingressos
El 2009 a Condé-lès-Herpy hi havia 82 unitats fiscals que integraven 213 persones, la mediana anual d'ingressos fiscals per persona era de 16.409 €.

### Activitats econòmiques
Dels 3 establiments que hi havia el 2007, 1 era d'una empresa de fabricació d'altres productes industrials, 1 d'una empresa de construcció i 1 d'una empresa immobiliària.
Dels 2 establiments de servei als particulars que hi havia el 2009, 1 era una lampisteria i 1 agència immobiliària.
L'any 2000 a Condé-lès-Herpy hi havia 5 explotacions agrícoles.

## Poblacions més properes
El següent diagrama mostra les poblacions més properes.